# Richard Beitl
Richard Beitl (* 14. Mai 1900 in Schruns; † 29. März 1982 ebenda) war ein österreichischer Volkskundler und Autor.

## Werdegang
Beitl besuchte das Jesuitenkolleg Stella Matutina in Feldkirch und begann danach ein Studium der Germanistik, Kunstgeschichte und Philosophie.
Anschließend war Beitl Mitarbeiter am Atlas der deutschen Volkskunde, in der Zentralstelle Berlin. 1933 erfolgte seine Habilitation an der Universität Berlin zum Thema Deutsches Volkstum der Gegenwart. Anschließend wirkte er als Dozent an der Universität Berlin und Kulturdezernent in Schruns.
Er war der Vater von Klaus Beitl (* 1929).

## Veröffentlichungen
- Brot. Berlin 1930.
- Deutsche Volkskunde. Von Siedlung, Haus und Ackerflur, von Glaube und Volk, von Sage, Wort und Lied des deutschen Volkes. Deutsche Buch-Gemeinschaft, Berlin 1933.
- mit Oswald A. Erich: Wörterbuch der deutschen Volkskunde. 1936; 2. Auflage, neu bearbeitet von Richard Beitl. Stuttgart 1955; 3. Auflage, neu bearbeitet von Richard Beitl unter Mitarbeit von Klaus Beitl. Kröner, Stuttgart 1974.
- Angelika. 1939.
- Der Kinderbaum. Brauchtum und Glaube um Mutter und Kind. 1942.
- Johringla. 1951.
- Im Sagenwald. Neue Sagen aus Vorarlberg. 1953.
- Untersuchungen zur Mythologie des Kindes (1933). Herausgegeben von Bernd Rieken und Michael Simon. Waxmann, Münster 2007, ISBN 978-3-8309-1809-7 (eingeschränkte Vorschau in der Google-Buchsuche).